# Pokol v zaporu Olenivka
29. julija 2022 je med rusko invazijo na Ukrajino bil uničen zapor v katerega so Rusi zaprli ukrajinske vojne ujetnike. Nahajal se je v kraju Molodižne v bližini Olenivke v Donecki oblasti na okupiranem ozemlju. Pri tem je bilo ubitih med 53 in 62 ujetnikov, med 75 in 130 je bilo ranjenih. Večina ujetnikov je bila zajeta po predaji Azovstala, ki je bil zadnja ukrajinska trdnjava pri obleganju Mariupola. Zapor je bil v zgradbah nekdanje kazenske kolonije Volnovanska št.120, ki je bila od 2014 okupirana s strani proruskih sil, 24. februarja 2022 pa je ruska vojska v njem vzpostavila filtracijsko taborišče in zapor.
Generalštab ukrajinskih oboroženih sil je trdil, da so Rusi zapor razstrelili, da bi prikrili tamkajšnje mučenje in umore ukrajinskih ujetnikov. Ukrajinske oblasti so predložile posnetke domnevnih grobov izkopanih pred dogodkom ter prestrezene klice, ki so kazali na rusko odgovornost. Rusija je trdila, da je Ukrajina na zapor izstrelila raketo s sistemom HIMARS. Ruske trditve o ukrajinskem napadu s HIMARS-om so zavrgli Združeni narodi. Neodvisne preiskave različnih strokovnjakov za orožje in forenziko ter satelitski posnetki so ruske trditve označili kot najverjetneje fabrikacije in dezinformacije, saj glede na obseg škode raketa izstreljena s sistemom HIMARS nima zadostne moči, dokazi so kazale na možnost uničenja z bombo nastavljeno znotraj zgradbe. Preživeli zaporniki, ki so bili kasneje izmenjani, so izpostavili nenavadne dogodke pred eksplozijo in pričevali o videni ruski fabrikaciji dokazov. Misija ZN za človekove pravice v Ukrajini je za eksplozijo obtožila Rusijo.
3. avgusta je generalni sekretar ZN Antonio Guterres v skladu z zahtevami Rusije in Ukrajine odločil o ustanovitvi misije za ugotavljanje dejstev. Misija je bila kasneje razpuščena, saj je Rusija zavrnila sodelovanje z Združenimi narodi in Mednarodnim Rdečim križem ter ni pustila dostopa do Olenivke. Julija 2024 je Associated Press prišel do dokumentov interne analize OZN, ki so kazali na odgovornost Rusije.

## Eksplozija
V noči 29. julija 2022 je v eksploziji bila hudo poškodovana stavba zapora v bližini Olenivke, ki se nahaja jugozahodno od Donecka (ozemlje pod okupacijo DLR oz. Rusije). Okupacijske oblasti so poročale o 53 ubitih ter 75 ranjenih ukrajinskih vojnih ujetnikih (sprva o 40 ubitih in 75 ranjenih, od tega 8 stražarjev). Ukrajina je poročala o približno 40 ubitih in 130 ranjenih.
V uničeno zgradbo je bilo nekaj dni prej nameščeno večje število ujetnikov jurišne brigade Azov, ki so bili po dolgem obleganju zajeti po predaji Azovstala, utrdbe v nekdanji železarni v Mariupolu. Vodja DLR Denis Pušilin je trdil, da med ujetniki ni bilo tujcev, števila Ukrajincev pa ni navedel. Ruske oblasti so objavile seznam ubitih ujetnikov, ukrajinske pa so odgovorile, da seznama niso mogli preveriti.
Na dan eksplozije je rusko veleposlaništvo v Londonu na družbenem omrežju Twitter zapisalo, da si borci Azova »zaslužijo usmrtitev ne s strelskim vodom ampak z obešanjem, ker niso resnični vojaki. Zaslužijo si ponižujočo smrt.« Štiri dni po eksploziji je rusko vrhovno sodišče brigado Azov (sicer del Nacionalne garde Ukrajine) razglasilo za »teroristično organizacijo«. Ukrajinska obveščevalna služba se je odzvala, da s tem skušajo upravičiti pokol ujetnikov v Olenivki ter druga grozodejstva nad ujetniki.

## Preiskave

### Novinarji
Ruske oblasti so izjavile, da so zapor z ukrajinskimi vojnimi ujetniki napadle ukrajinske sile z raketnim sistemom M142 HIMARS ter objavile posnetke notranjosti zapora po eksploziji. Preiskava novinarjev CNN je prišla do zaključka, da je ruska različica dogodkov zelo verjetno izmišljotina, ker poškodbe zgradbe niso bile konsistentne z raketami sistema HIMARS. Kot najverjetnejši vzrok eksplozije so navedli zažigalno napravo, ki bi bila lahko detonirana iz notranjosti zapora.
Institute for the Study of War je objavil zaključke, da razpoložljivi vizualni dokazi podpirajo ukrajinsko različico dogodkov, saj škoda, ki jo je povzročila eksplozija, ni konsistentna s škodo, ki jo povzročijo rakete HIMARS-a, vendar ne morejo z gotovostjo reči katera stran je odgovorna.
InformNapalm, ukrajinska prostovoljska iniciativa, je krivdo pripisala Rusiji ter predlagala možnost zažiga zapora z uporabo metalca ognja RPO-A Šmel ali pa raketo MRO-A.

### Ukrajinske oblasti
Generalni tožilec Ukrajine Andrij Kostin je izjavil, da so »po predhodnih podatkih mednarodnih strokovnjakov zapornike v okupirani kazenski koloniji Olenivka ubili s termobaričnim orožjem«.
Ukrajinska varnostna služba je objavila posnetke domnevnih telefonskih pogovorov med ruskimi vojaki, ki nakazujejo, da so Rusi v zgradbo podtaknili eksploziv. Dodale je, da je iz razpoložljivih video dokazov vidno, da so nekatera okna ostala nedotaknjena in da v poročilih očividcev niso omenjeno zvoki povezani z obstreljevanjem, kar nakazuje, da v napadu niso bile uporabljene rakete. Po navedbah obveščevalnega direktorata ukrajinskega ministrstva za obrambo je eksplozijo izvedla najemniška skupina Wagner, ki jo podpira ruska vlada in je sicer obtožena več vojnih zločinov v Afriki, Siriji in Ukrajini.

### Združeni narodi in Mednarodno kazensko sodišče
Ukrajinsko zunanje ministrstvo je napad označilo za ruski vojni zločin in se pritožilo na Mednarodno kazensko sodišče, Rusija pa je sporočila, da začenja lastno preiskavo. Ruski in ukrajinski uradniki so k posredovanju pozvali tudi Mednarodni Rdeči križ (ICRC) in Združene narode. 30. julija je Rusija izjavila, da bo tem organizacijam dovolila dostop do mesta dogodka, vendar je ICRC izjavil, da niso prejeli dovoljenja in tudi ne odgovora na njihovo lastno prošnjo za dostop. Rusija do oktobra 2022 ni nobenemu medarodnemu opazovalcu ali humanitarni organizaciji pustila dostopati do Olenivke ali preživelih ujetnikov. Prav tako Rusija ni objavila podrobnega seznama ubitih in ranjenih ter obvestila njihove svojce ali ICRC, ki je vojne ujetnike med predajo v Mariupolu uradno registriral.
Generalni sekretar ZN Antonio Guterres je 3. avgusta 2022 objavil svojo odločitev o ustanovitvi misije za ugotavljanje dejstev v skladu z zahtevami Rusije in Ukrajine. 3. januarja 2023 je Gueterres misijo razpustil, ker ji Rusija ni omogočila dostopa do Olenivke.
Marca 2023 je Urad visokega komisarja ZN za človekove pravice v poročilu o ravnanju z ujetniki med rusko-ukrajinsko vojno zapisal, da je razkril nove podrobnosti o pokolu, ki kažejo na rusko krivdo. Kot dokaz je bila navedena premestitev paznikov zapora stran od zgradbe v kateri so bili ujetniki, izkop utrjenega jarka za paznike, neprebojni jopiči in čelade za paznike ter premestitev raketnega sistema BM-21 Grad, ki je izstrelil rakete za prikritje zvokov eksplozij.
Združeni narodi so 25. julija 2023 uradno zavrgli trditve Rusije, da je eksplozijo povzročila raketa iz ukrajinskega sistema HIMARS.
4. oktobra 2023 so v poročilu ZN zapisali, da eksplozija v zgradbi ni združljiva z eksplozijo raket HIMARS-a in da se je »strukturne poškodbe izgledale konsistentne z izstrelkom, ki je potoval v smeri iz vzhoda proti zahodu«. Poročilo je Rusijo tudi obtožilo namestitve zapornikov preblizu fronte. Associated Press je julija 2024 prejel interne dokumente preiskave ZN, ki so kazali, da je za pokol odgovorna Rusija.

## Odzivi
Josep Borrell, visoki predstavnik EU za zunanje zadeve, je v izjavi 29. julija 2022 za napad okrivil Rusijo in ga označil za »grozljivo grozodejstvo« in »barbarsko dejanje«. Podobno stališče so izrazili uradniki v Estoniji, Združenem kraljestvu in Franciji.
Bela hiša je 2. avgusta 2022 izjavila, da njeni obveščevalni podatki kažejo, da si Rusija prizadeva poneveriti dokaze o pokolu.

## Nadaljnji dogodki
11. oktobra 2022 so bila v Ukrajino vrnjeni posmrtni ostanki 62 vojakov, vključno z vojnimi ujetniki iz zapora Olenivka.
9. decembra 2024 je bila v Donecku v pod sedež avtomobila vodje zapora, Sergeja Jevsjukova, podtaknjena bomba. Po eksploziji je Jevsjukov umrl v bolnišnici.